# Оболончик, Александр Владимирович
Александр Владимирович Оболончик (укр. Оболончик Олександр Володимирович; 17 января 1992, Кременец, Украина) — украинский саночник, участник Зимних Олимпийских игр (2014 и 2018).
Государственных наград не имеет[значимость факта?].

## Статистика

### Одиночки
| Соревнование/Год                   | 2010 | 2011 | 2012 | 2013 |
| ---------------------------------- | ---- | ---- | ---- | ---- |
| Кубок мира по санному спорту       | 65   | 45   | 52   | 43   |
| Чемпионат Европы по санному спорту | -    | -    | -    | ?    |
| Nation Cup                         | -    | 34   | 44   | 33   |

### Двойки
Партнёр по саням — Захаркив, Роман Ярославович
| Соревнование/Год                 | 2014 | 2015 |
| -------------------------------- | ---- | ---- |
| Зимние Олимпийские игры          | 17   | -    |
| Чемпионат мира по санному спорту | -    | 19   |
| Кубок мира по санному спорту     | 24   | 21   |
| Nation Cup                       | 18   | 13   |

### Эстафета
| Соревнование/Год                 | 2014 | 2015 |
| -------------------------------- | ---- | ---- |
| Зимние Олимпийские игры          | 11   | -    |
| Чемпионат мира по санному спорту | -    | 10   |